# テクスチャー (宇宙論)
テクスチャー（英: cosmic texture または単に texture）は、宇宙論において、宇宙の時空構造の位相欠陥（topological defect）の一種を指す用語である。時空構造の、さらに大規模で複雑な対称群が、完全に破壊されている場合を指す。これらの欠陥は、他の欠陥のように局所的なものではなく、また不安定である。現時点では、いかなる宇宙の位相的欠陥も、厳密には検出が確認されたとは言いがたい。しかし、それが存在すること自体は、現在の理論および宇宙の観測結果と矛盾するものではない。
2007年の終わりに、WMAPが宇宙背景放射の中に検出したWMAPコールドスポットは、この方向に存在する宇宙の位相欠陥の存在の兆候との解釈が提出された。

## 参考資料
1. ↑  A Cosmic Microwave Background Feature Consistent with a Cosmic Texture - N. Turok, P. Vielva, E. Martínez-González, M. Hobson, 2007